# Цапаранг

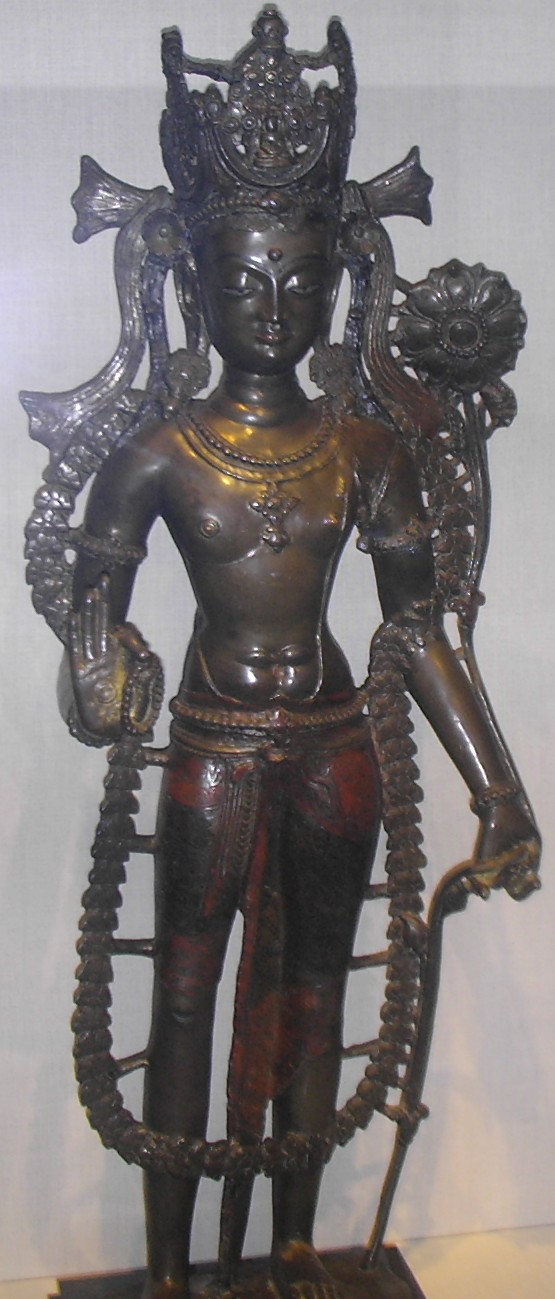
Авалокитешвара из царства Гуге, около 1050 г.

Цапаранг — разрушенная столица древнего царства Гуге, расположенная в долине Гаруда у реки Сутледж, в провинции Нгари Западого Тибета, неподалёку от границы c Ладаком.
В 278 км к западу от Цапаранга находится посёлок Шицюаньхэ, центр уезда Нгари, с аэропортом. В 26 км к западу находится монастырь XI века Тхолинг, который находится у западного склона горы Кайлаш и озера Манасаровар. Там находилась также крепость Цапаранг-дзонг.
Неподалёку расположен и монастырь Гуругем религии бон.
Город Цапаранг представляет собой большое укрепление на горе пирамидальной формы, возвышающейся на 150—180 м над узкой долиной. Под горой прорыта целая система туннелей и пещер. У основания горы находилась деревня тибетских крестьян. Сверху были построены два храма — Ладак-Марпо (Красный храм) и Ладак-Карпо (Белый храм), и корпуса для монахов. Через каменные лестницы сквозь туннель можно было пройти к царским поселениям, а на самой вершине располагался царский дворец.
По представлению телеведущего Майкла Вуда, именно здесь находился центр легендарной страны Шангри-Ла.

## История
По отдельным источникам, сын царя Ландармы по имени Намде Восунг определил Цапаранг как столицу царства Гуге уже после убийства своего отца в 841 году. Тогда Тибет погрузился в гражданскую войну, и образовалось множество независимых царств.
По другим источникам два внука царя Ландармы около 919 года бежали в Западный Тибет. Старший сын Ньима Гон основался в Пуранге и смог завоевать большую территорию, включая Ладакх и частично Спити. После его смерти его царство разбилось на три — Гуге, Пуранг и Марьюл (Ладакх).
Через царство Гуге проходила древняя караванная тропа из Индии в Тибет. Ранее данный регион назывался Жангжунг и был мощно укреплён в X веке.
В 1076 году царь Шронне-Ешаод (Sronne Yeses’od) созвал Буддийский собор, с которого началось возрождение буддизма в Западном Тибете, при помощи переводчика с санскрита Ринчен Санпо (которого именовали «Великий переводчик») и индийского учителя Атиши. В Цапаранге и в Тхолинге были построены храмы и монастыри. Влияние царства Гуге распространилось на Кашмир и Ассам.

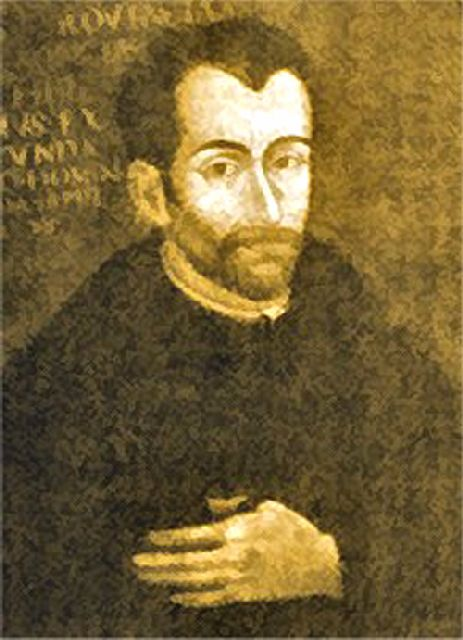
Антонью ди Андради

Летом 1624 года в Цапаранг прибыли два португальских миссионера из ордена иезуитов — Антонью ди Андради и Мануэль Маркес. Они искали информацию о легендарном христианском царе Пресвитере Иоанне. Царь Гуге разрешил им проповедовать в его царстве. Летом следующего года они вернулись в Цапаранг и построили там церковь у подножия дзонга. Вторую церковь в поселении Рудок они основали в 209 км от Цапаранга. После того, как Антонью ди Андради в 1630 году покинул Тибет, миссия пришла в упадок. В 1640 году Мануэль Маркес собрал экспедицию для восстановления миссии, но был арестован, и мечтал лишь о бегстве. Он написал письмо в центральную миссию иезуитов в Агре с просьбой о помощи и вызволении. Дальнейшей информации о нём нет.
В 1630 году Цапаранг был завоёван мусульманскими наёмниками по заказу Сенге Намгьяла (1616-1642) - буддийского царя Ладакха. город был взят измором. Сенге повелел разрушить царский дворец Гуге, почти все его жители были убиты. Придворных дам ладакцы сбросили с утёса. Царь Притишмал и вся его семья были обезглавлены. Тела царственных мучеников ладакцы свалили в сухую пещеру. В 1957 году её обнаружили офицеры НОАК: в пещере лежала груда мужских, женских и детских скелетов - все без голов! Позднее эту мрачную пещеру посетил Майкл Мур. По его свидетельству, на некоторых телах часть плоти осталась нетленной.
В 1679–80 годах победоносные войска V Далай-ламы и ойратского хана Гуши освободили от ладакского ига территорию бывшего царства Гуге. Теперь здесь утвердилась власть Далай-ламы, санкционировавшего возрождение края и строительство новых монастырей. Наиболее крупные из них были основаны на руинах Цапаранга и Тхолинга. За последующие века в них было собрано множество произведений буддийского искусства. Эти храмы были осквернены при Мао Цзэдуне, в годы «культурной революции». Хунвейбины не стали особо трудиться над развалинами древнего дворца Гугейских царей. По-видимому, «мёртвое царство» они сочли менее вредным, чем живую религию. В результате, большинство древних статуй они изуродовали или уничтожили. В Цапаранге уцелели три крупных храма, остальные разрушили. Но и в этих трёх статуи были изуродованы хунвейбинами. Однако, стенные росписи в разрушенных храмах по большой степени сохранились: в этой пустынной местности редко идут дожди. Сохранились и сделанные в 1948 г. фотографии статуй в храмах Цапаранга. По ним видно, какие именно шедевры искусства были разрушены в период "культурной революции". До наших дней сохранилось некоторое количество фресок, которые могут обозревать туристы.